# Gossen törvényei
Gossen törvényei két olyan közgazdasági összefüggés, amelyeket Hermann Heinrich Gossen német közgazdász írt le 1854-ben megjelent Entwicklung der Gesetze des menschlichen Verkehrs (kb. „Az emberi kapcsolatok törvényeinek kialakulása”) című művében. A neoklasszikus közgazdászok, Gossen munkásságának első elismerői nevezték el ezeket a 19. század végén Gossen I., illetve Gossen II. törvényének.
Gossen törvényei arról szólnak, hogy az egyén hogyan értékeli a rendelkezésére álló szűkös javakat, illetve azokból milyen kombinációt választ, ha hasznossága maximalizálására törekszik.

## Gossen I. törvénye
„Die Größe eines und desselben Genusses nimmt, wenn wir mit der Bereitung des Genusses ununterbrochen fortfahren, fortwährend ab, bis zuletzt Sättigung eintritt.”
Magyarul: „Egy adott élvezet nagysága csökken, ha ezt az élvezetet megszakítás nélkül, folyamatosan elégítjük ki addig, amíg telítettség nem lép fel.”
Vagyis: növelve egy jószágból fogyasztott mennyiséget, egy pótlólagos jószágegység elfogyasztásának hasznossága – a határhaszon – folyamatosan csökken. (A telítettség azt a jószágmennyiséget jelenti, amelyre a határhaszon már 0 vagy negatív.) Ennek egyenes mikroökonómiai következménye a javak keresleti görbéjének negatív meredeksége is (akár egy, akár pedig több egyén keresletéről van szó).
Ha Gossen I. törvényét a pénzre mint jószágra vonatkoztatjuk, akkor azonos a kockázatkerülés koncepciójával: minél több a rendelkezésünkre álló pénz, annál kisebb jelentőséget tulajdonítunk egy pluszforintnak.
Ha a törvényt elfogadjuk, lényegesen leegyszerűsödik a fogyasztói optimumok megkeresése a mikroökonómiai fogyasztáselméletben. A valóságban azonban számos esetben nem állja meg a helyét ez a feltevés; jó példa erre az úgynevezett Giffen-javak esete, amelyeket a mikroökonómia modelljében csak a növekvő határhaszonnal lehet megmagyarázni.

## Gossen II. törvénye
„Der Mensch, dem die Wahl zwischen mehren Genüssen freisteht, dessen Zeit aber nicht ausreicht, alle vollaus sich zu bereiten, muss, wie verschieden auch die absolute Größe dieser Genüsse sein mag, um die Summe seines Genusses zum Größten zu bringen, bevor er auch nur den größten sich vollaus bereitet, sie alle teilweise bereiten, und zwar in einem solchen Verhältniß, daß die Größe eines Genusses in dem Augenblick, in welchem seine Bereitung abgebrochen wird, bei allen noch die gleiche bleibt.”
Magyarul: „Egy embernek, aki több élvezet közül választhat, viszont nincs elegendő ideje, hogy mindet kielégítse, annak érdekében, hogy élvezeteinek összessége a lehető legnagyobb legyen, ahelyett, hogy csak a legnagyobb élvezetet elégítené ki, célszerű mindet csak részben kielégítenie, méghozzá olyan arányban, hogy abban a pillanatban, amikor a rendelkezésére álló idő lejár, minden egyes élvezetének nagysága azonos legyen.”
Vagyis: ha több jószágból szeretnénk fogyasztani, de ennek a fogyasztásnak valamilyen – nem biztos, hogy időbeli – korlátja van, abban az esetben érjük el a legnagyobb hasznosságot – azaz „élvezetet” –, ha úgy választjuk meg a javak mennyiségeit, hogy az utolsó pénzegységre (időegységre) jutó határhasznaik egyenlőek legyenek.

### Bizonyítása
Ha feltételezzük, hogy a fogyasztó racionális döntéshozó, véges számú (n darab) jószágból vett fogyasztásáról kell döntést hoznia, és olyan preferenciái vannak, amelyek reprezentálhatók hasznossági függvénnyel, akkor Gossen II. törvénye matematikai eszközökkel igazolható. (Maga Gossen még nem ismerte ezt a bizonyítást.)
Jelölje x1, x2, ..., xn az n darab jószágból fogyasztott mennyiségeket. Legyen {\displaystyle U(x_{1},x_{2},...,x_{n})\,} a fogyasztó hasznossági függvénye, vagyis egy olyan függvény, amely két jószágkombináció közül ahhoz, amelyik legalább olyan jó, mint a másik, nagyobb vagy egyenlő értéket rendel. (Vagyis a hasznossági függvény értéke az „élvezetek” kielégítésének mértékét reprezentálja.) Továbbá legyen m a fogyasztó jövedelme; p1, p2, ..., pn pedig az 1., 2., ..., n-edik jószág ára. Ekkor fogyasztónk a következő feltételes szélsőérték-feladatot fogja „megoldani”:
Megjegyzés: Persze a modell ugyanígy írható fel arra az esetre is, ha nem a jövedelem, hanem az idő állít korlátot a fogyasztás elé, ahogy Gossen II. törvényében eredetileg szerepel; ekkor m a rendelkezésre álló maximális időt szimbolizálja, p1, p2, ..., pn pedig azokat az időtartamokat, amiket az 1., 2., ..., n-edik jószág egy-egy egységének elfogyasztása igényel.
A feladat megoldható a Lagrange-féle szélsőérték-számítás módszerével:
Ezt x1, x2, ..., xn szerint deriválva és U xi szerinti deriváltját {\displaystyle MU_{i}\,}-vel jelölve a következő egyenleteket kapjuk:
A Kuhn–Tucker-féle korlátozó feltételek szerint ha x1, x2, ..., xn mind szigorúan pozitív, akkor {\displaystyle \mu _{1}=\mu _{2}=...=\mu _{n}=0\,}. Ezt feltételezve egyenleteink ilyen alakot öltenek:
Ez pedig azt jelenti, hogy
Vagyis egy – szigorúan pozitív mennyiségekből álló – jószágkombináció valóban akkor optimális a fogyasztó számára, ha az utolsó pénzegységből származó határhaszon ({\displaystyle {\frac {MU_{i}(x_{1},x_{2},...,x_{n})}{p_{i}}}}) minden jószágra egyenlő.

## Jelentőségük
Bár ma már tudjuk, hogy Gossen mindkét törvénye csak meghatározott (és sokszor a valóságtól távol álló) feltételek megléte esetén teljesül, a közgazdaságtan tudományának formálódásában betöltött szerepüket nem szabad lebecsülni. A neoklasszikus közgazdászok a gosseni törvényekre alapozva alkották meg az első közgazdasági modelleket. Gossen II. törvénye pedig még ma is a legtöbb mikroökonómiai modell része: felhasználják a fogyasztáselméletben éppúgy, mint a termeléselméletben.